# Steppefront
Het Steppefront (Russisch: Степной фронт) was een legergroep (front) van het Rode Leger die tijdens de Tweede Wereldoorlog vocht in de steppen van centraal-Rusland en Oost-Oekraïne.

## Oprichting
De legergroep werd opgericht met het volgende bevel van 9 juli 1943 aan Kolonel-generaal Ivan Konev:

Aan: de commandant van het militaire district Steppe.
Stavka beveelt:
1. Vanaf 24.00 uur op 9 juli hernoemt u het Militaire District Steppe tot Steppefront.
2. Voeg toe aan het Steppefront: het 5e Gardeleger, het 27e Leger met het 4e Gardetankkorps, het 53e leger met het 1e gemechaniseerde korps, het 47e leger met het 3e Garde Korps, het 4e Gardeleger met het 3e Gardetankkorps, het 52e Leger, 5e Gardetankleger, 3e, 5e, 7e Gardecavaleriekorps, 5e Luchtleger met alle versterkingen en reserves van het militaire district Steppe.
3. Zet de legers van het front in volgens de mondelinge instructies van Stavka.
4. Verplaats troepen alleen 's nachts.
5. Vanaf 12 juli moet u de commandopost van het Steppefront in het gebied Gorjainovo hebben.
6. Rapporteer de voortgang van de hergroepering dagelijks met cijfers.

Ondertekend: Stavka: I. Stalin, A. I. Antonov.

## Slag om Koersk
In het begin werd het Steppefront opgesteld achter het Centraal Front en het Voronezjfront. Het Steppefront vocht op 17 juli in de Slag om Koersk. Op 23 juli was Heeresgruppe Mitte teruggedrongen naar posities van voor de slag.

## Slagen om Belgorod en Charkiv
Op 3 augustus zette de legergroep samen met het Voronezjfront een offensief in. Op 5 augustus veroverden ze Belgorod. Op 23 augustus veroverden ze Charkiv.

## Slag om de Dnjepr
Eind augustus, begin september lanceerde het front een offensief bij Poltava en Krementsjoek op de linkeroever van de Dnjepr.
Het front versloeg bij Krasnograd het 8e Leger en het 1e Pantserleger en bereikte eind september de Dnjepr, stak die over en vestigde bruggenhoofden op de rechteroever.
In de eerste helft van oktober vocht het front om de bruggenhoofden te behouden en uit te breiden en ze geleidelijk te verenigen tot een gemeenschappelijk bruggenhoofd ten zuiden van Krementsjoek.
Op 15 oktober ging het front in het offensief vanaf het bruggenhoofd in de richting van Pjatichatki en Kryvy Rih. Samen met andere legergroepen braken ze door de Ostwall. Op 20 oktober 1943 werd het Steppefront omgevormd tot 2e Oekraïense Front.